# Данные
Да́нные — зарегистрированная информация:439;
представление фактов, понятий или инструкций в форме, приемлемой для общения, интерпретации, или обработки человеком или с помощью автоматических средств (ISO/IEC/IEEE 24765-2010).
В информатике и информационных технологиях:
- Данные — поддающееся многократной интерпретации представление информации в формализованном виде, пригодном для передачи, связи или обработки (ISO/IEC 2382:2015)[3].
- Данные — формы представления информации, с которыми имеют дело информационные системы и их пользователи (ISO/IEC 10746-2:1996)[4].

В метрологии:
- Данные — совокупность значений, сопоставленных основным или производным мерам и/или показателям (ISO/IEC 15939:2007, ISO/IEC 25000:2005)[5].

Хотя информация должна обрести некоторую форму представления (то есть превратиться в данные), чтобы ей можно было обмениваться, информация есть в первую очередь интерпретация (смысл) такого представления (ISO/IEC/IEEE 24765:2010). Поэтому в строгом смысле информация отличается от данных, хотя в неформальном контексте эти два термина очень часто используют как синонимы.